# Treviolo
Treviolo is een gemeente in de Italiaanse provincie Bergamo (regio Lombardije) en telt 9402 inwoners (31-12-2004). De oppervlakte bedraagt 8,4 km², de bevolkingsdichtheid is 1175 inwoners per km².
De volgende frazioni maken deel uit van de gemeente: Curnasco, Albegno, Roncola.

## Demografie
Treviolo telt ongeveer 3696 huishoudens. Het aantal inwoners steeg in de periode 1991-2001 met 11,2% volgens cijfers uit de tienjaarlijkse volkstellingen van ISTAT.
| Jaar | Inwoneraantal |
| ---- | ------------- |
| 1991 | 7752          |
| 2001 | 8618          |
| 2004 | 9402          |

## Geografie
De gemeente ligt op ongeveer 225 m boven zeeniveau.
Treviolo grenst aan de volgende gemeenten: Bergamo, Bonate Sopra, Bonate Sotto, Curno, Dalmine, Lallio.